# Меморіальний музей Івана Пулюя

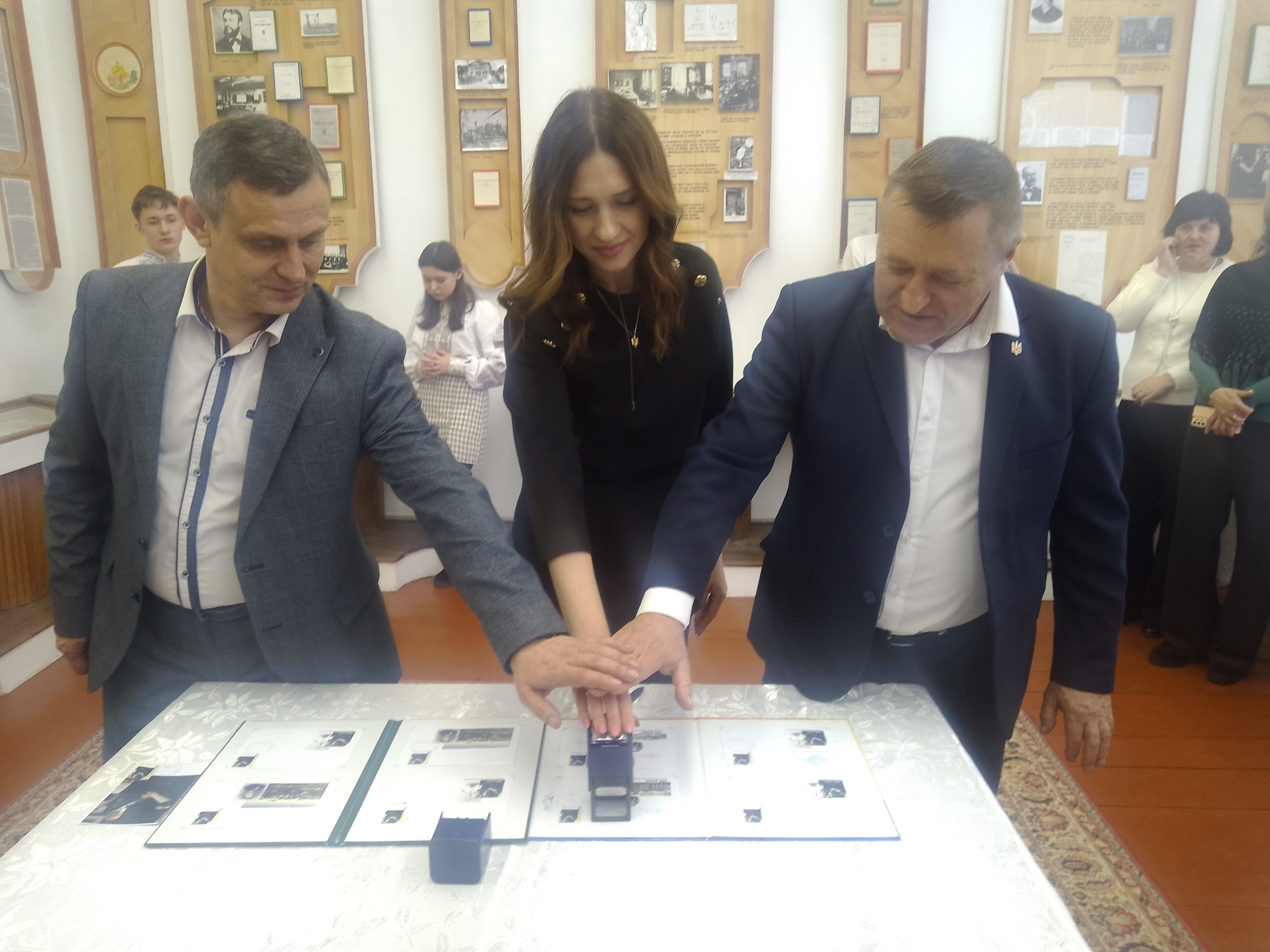
Спецпогашення власної марки і клубних конвертів до 180-ої річниці від дня народження вченого

Меморіа́льний музе́й Іва́на Пулюя́ — музей у селищі Гримайлів Тернопільської області.
Розташований на вул. П. Орлика.

## Історія
Меморіальний музей Івана Пулюя засновано 1990 року.
У музеї висвітлюється життєво-творчий шлях видатного фізика і електрика, перекладача, історика, громадського діяча уродженця Гримайлова — Івана Пулюя. Розміщується у ліцеї (1 кімната) на площі 35 м².

## Фонди і експозиції музею
У музеї зберігається Біблія перекладена українською мовою Іваном Пулюєм, Пантелеймоном Кулішем та Іваном Левицьким (1880).
У 1995 р. музей відвідали правнуки Івана Пулюя.

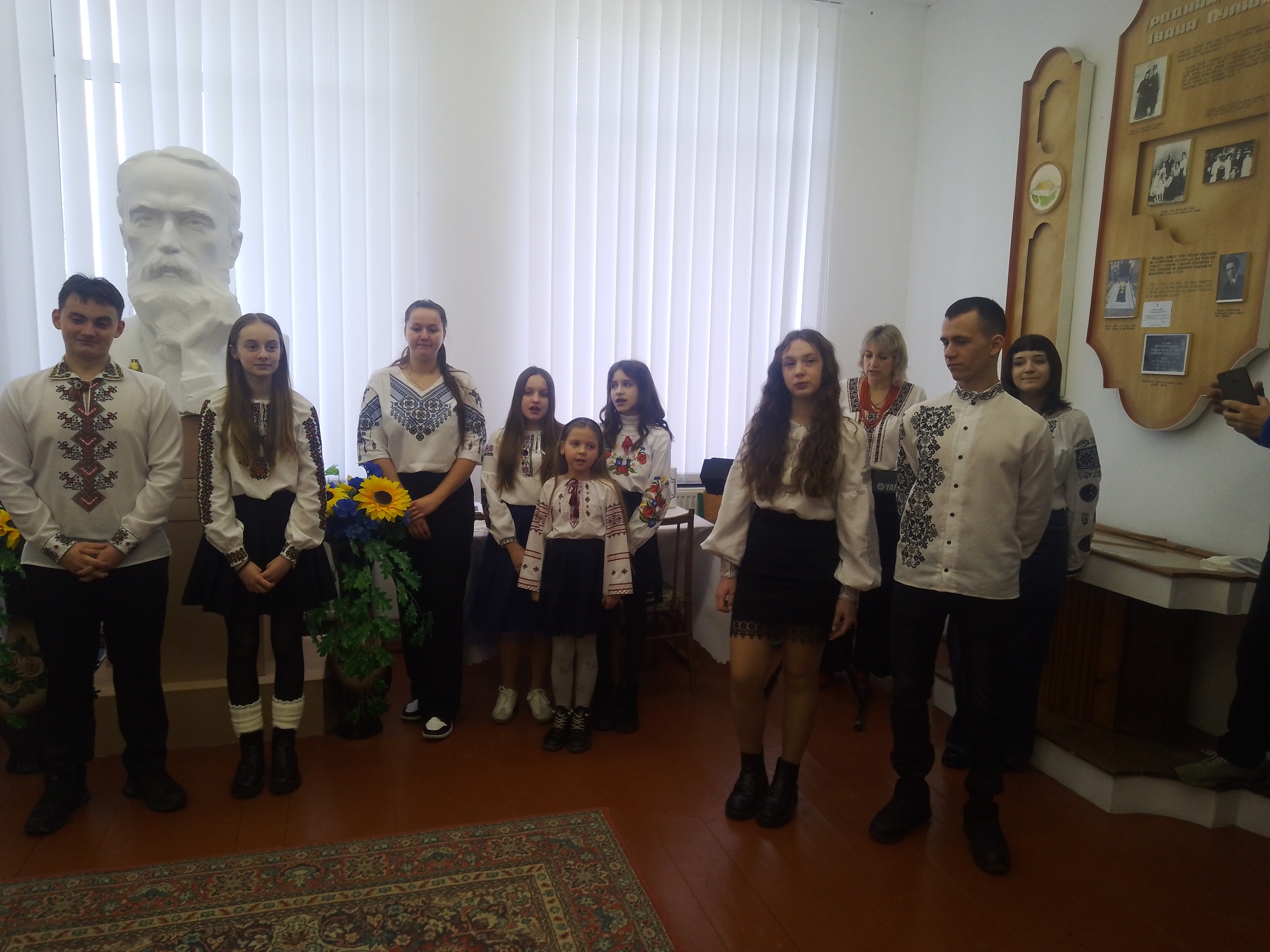
Учасники заходів 3 лютого 2025 з нагоди 180-й річниці від дня народження вченого

3 лютого 2025  в музеї І. Пулюя відбулись заходи з нагоди 180-й річниці від дня народження вченого.